# Mahmut Muhtar Paixà
Mahmut Muhtar Paşa (Istanbul 1867 - mort a alta mar el 15 de març de 1935) fou un militar i home d'estat otomà, fill del gran visir Ahmet Muhtar Paşa.
Després de rebre set anys de formació militar a Alemanya va tornar a Istanbul el 1893. Va participar en la guerra grecoturca de 1897, tot i que el sultà li havia prohibit. El gener del 1910 fou ministre de Marina al gabinet d'İbrahim Hakkı Paixà. Al gabinet del seu pare va mantenir el ministeri de Marina. En esclatar la Guerra dels Balcans fou comandant del III Exèrcit a Kırklareli, i va ser ferit de gravetat.
Va escriure un relat de la seva participació en la guerra de la que es van publicar les versions en francès i alemany (1913).